# فیلیپ روزیه
فیلیپ روزیه (فرانسوی: Philippe Rozier‎؛ زادهٔ ۵ فوریهٔ ۱۹۶۳) سوارکار اهل فرانسه است.
وی همچنین برندهٔ جوایزی همچون لژیون دونور (شوالیه) شده‌است.
وی در مسابقات کشوری و بین‌المللی در مجموع برندهٔ ۱ مدال طلا، ۱ مدال نقره شده‌است.